# Guerre néerlando-portugaise en Angola (1641-1648)
La guerre néerlando-portugaise en Angola (1641-1648) est une étape importante, selon les historiens, de la Guerre néerlando-portugaise,  série de conflits navals, terrestres et coloniaux opposant pendant près d'un siècle les intérêts des compagnies néerlandaises des Indes occidentales et orientales (WIC et VOC) à ceux de l'empire commercial d'outre-mer portugais.
Au cours de sa déclinaison en Angola, après s'être emparé sans difficulté du Port de Luanda en août 1641, les Hollandais, « pendant sept ans tiennent en état de siège » les Portugais dans l’intérieur de l’Angola.

## Contexte général

### Etapes de l’implantation portugaise
Les rois congolais comme Afonso I (1506-1543), qui obtient de Rome que son fils Henrique devienne le premier évêque noir n’ont pas épargné leurs efforts pour développer leur pays en lien avec Lisbonne. Jusqu'au XVIe siècle, le Portugal et l'Espagne compte peu d'esclave car « les Amériques n’ont pas encore été explorées, de ce fait, les besoins en main d’oeuvre sont des plus limités ». Mais les agents portugais envoyés au Congo, à partir du dernier quart du siècle privilégient leurs intérêts personnels à leur mission. Les « bonnes intentions de Lisbonne » tournent ainsi au « naufrage devant les appétits de quelques centaines d'aventuriers », qui obtiennent ensuite le soutien de leur métropole pour des guerres à plus grande échelle.
En trouvant au sud du Kongo une colonie irriguée par un fleuve navigable, le Cuanza, dont ils espèrent une liaison avec le Zambèze et l’accès à des mines d'argent, les Portugais avaient des raisons d’investir. Mais ces deux espoirs tournant peu à peu à la faillite, ont été compensés par la transformation de ce « pays aride »  en « fructueux corridor à esclaves » par le conquistador Paulo Dias de Novais, qui, « année après année », à partir de 1576, insistera malgré « la résistance africaine » qui se « poursuivra bien après sa mort ».
« La création de la colonie angolaise en 1575 marque un tournant important » car à partir de là les Portugais « s’étendent progressivement » vers l’est et affrontent un peu plus tard le royaume de Ndongo. La situation change surtout en 1580, année où « le roi de Ngola ordonna l'exécution des Portugais installés dans son royaume », alors que la politique portugaise vient de « changer radicalement : ils ne veulent plus d'amis ou d'associés, mais des rois soumis » .
Cette avancée fut cependant freinée dans un premier temps à cause « de lourdes pertes après la défaite de Lukala en 1589 » , mais trente ans après, les Portugais, « s’alliant avec des mercenaires, les Imbangala », sont victorieux de 1617 à 1621, après avoir pris comme « prétexte que deux vassaux du royaume du Kongo recueilleraient des esclaves » en fuite. Le gouverneur de l’Angola, Correia de Sousa revendique alors « le droit de sélectionner le Mwene Kong ». « Le besoin portugais grandissant en esclaves » détériore les rapports entre le royaume du Kongo et le Portugal au XVIIe siècle, obligeant le premier à « chercher des alliances, locales mais aussi internationales ».
Le XVIIe siècle s’est ainsi caractérisé par « une longue succession de guerres luso-mbundu », profitables aux planteurs brésiliens. Ni la reine africaine Njinga, ni l'occupation néerlandaise, ni la guerre avec le Kongo, qui s'effondrera après la bataille d'Ambuila (1665), ne réussiront à chasser les Portugais de ce couloir à esclave ou des comptoirs méridionaux comme Benguela (1617) .. « Métissant par nécessité et usant des uns pour briser les autres, 2 000 à 4 000 Portugais au maximum parviendront à s'incruster », en s’appuyant sur la nécessité de « maintenir le cordon ombilical » avec le Brésil portugais. La traite négrière a alors constitué le « mortier de cette juxtaposition de vassaux et de fortins », l'Angola constituant la " mère noire " du Brésil, en lui fournissant « probablement deux à trois millions d'esclaves » entre 1580 et 1850.

### Années 1620: première alliance militaire entre Africains et Hollandais
À partir des années 1620, dans le cadre de la guerre de Trente Ans, les Hollandais déplient le « Groot Desseyn », stratégie consistant à « s’emparer des empires coloniaux espagnols et portugais, afin que l’Espagne manque de ressources pour financer sa guerre ».
Cette alliance entre congolais et Hollandais contre les forts portugais de l'intérieur de l'Angola et des royaumes africains voisins reposait sur une offensive terrestre des premiers, qui échoue en raison de la succession difficile « après la mort du roi Pedro le 13 avril 1624 ». Les Néerlandais se limitent donc à un assaut naval réalisé du 30 octobre et au 6 novembre 1624, mais interrompu à Soyo, où ils font demi-tour le 2 janvier 1625.

### Les fermes de Bengo des jésuites de l’Angola
Les jésuites de l’Angola étaient propriétaires de centaines d’esclaves, notamment dans leurs fermes de Bengo, acquis « par le jeu des legs des colons et de leur tutelle sur des communautés villageoises ». Egalement présents au Brésil depuis des décennies, mais dans l'exploitation sucrière, ils « faisaient la traite des esclaves Angolais vers leurs moulins à sucre et leur collège de Bahia, où ils possédaient également beaucoup d’esclaves », en profitant de l'exemption du paiement des taxes d’exportation. Parmi ces moulins, l'engenho Sergipe do Conde, dans la région de Bahia. Fondé vers 1570 par le troisième gouverneur du Brésil, Mem de Sá, il avait été légué par lui aux jésuites de Lisbonne, qui en ont fait la plus grande sucrerie du Brésil au XVIIe siècle, et les missionnaires capucins italiens présents en Angola, « les interpellaient à ce sujet ».
Ces fermes de Bengo vont jouer un rôle décisif dans la guerre d'Angola, en permettant aux Portugais de Luanda de trouver une base de repli après la perte du Port, pour tenter de continuer la traite négrière, mais ils auront du mal à le faire comme le montre le doublement du prix des esclaves au début de l'occupation hollandaise.

## Les événements déclencheurs

### Depuis 1636, le comté de Soyo n'est plus congolais
Au nord de l'Angola, sur le littoral et aux confins du Royaume du Congo se trouve le comté de Soyo sur lequel le roi Alvare VI du Kongo avait du abandonner en 1636-1637 la souveraineté au comte Paulo da Silva de Soyo, nommé en 1624 par le roi Pierre II du Kongo, un de ses parents. En 1641, Don Daniel, fils de Don Miguel, premier comte de Soyo plusieurs décennies plus tôt (1591-1610), succède à Paulo Da Silva.
Le différend politique entre Soyo et Congo avait débuté en 1636, puis s’était poursuivi en 1637, le roi du Congo « prétendant encore avoir le droit de « nommer » le comte, tandis que celui-ci ne lui reconnaissait que le droit de« confirmer  son titre ». Entre 1642 et 1645, cette querelle entre le Soyo et le Congo renait. Tour d'abord, en 1642, les Hollandais envoient  50 soldats à Garcia II pour réprimer une rébellion à Nsala, dans le nord du Dembos, réaffirmant symboliquement l'alliance kongo-néerlandaise et reçoivent en échange des esclaves pris dans les rangs des rebelles, envoyés à Pernambouc, épisode qui amène la crainte au Soyo, où on tente de rallier les Hollandais. Des ambassadeurs du Soyo leur demandent de « ne pas soutenir le Congo ». Ils sont envoyés au Brésil puis en Europe mais sans succès : officiellement la Compagnie néerlandaise des Indes Occidentales refuse de prendre parti.
Le comte de Soyo envoie en particulier son cousin Miguel de Castro pour un voyage diplomatique au Brésil, mais le gouverneur néerlandais Johan Maurits van Nassau-Siegen le renvoie à l'autorité métropolitaine. Dom Miguel de Castro arrive alors le 19 juin 1643 à Flessingue, aux Provinces-Unies, avec les diplomates Pedro Sunda et Diego Bemba, reçu par 3 directeurs de la Chambre de Zélande de la WIC puis le 2 juillet, il est reçu par le stathouder Frédéric-Henri d'Orange-Nassau. Des détails prouvent que Jasper Beckx a peint durant leur séjour de deux mois aux Pays-Bas, leurs portraits vêtus à l’européenne avec chapeau de castor orné d’une longue plume orange, venu d'Amérique du Nord, même si les portraits furent longtemps attribués par erreur à Albert Eckhout, qui se trouve alors au Brésil, car donnés plus tard au Danemark avec 20 tableaux de lui. Puis ils rentrent directement en Afrique sur un bâtiment de la WIC.
Au même moment, les exhortations antiprotestantes des  missionnaires, qu’ils soient jésuites, ou capucins italiens et espagnols amènent Garcia II à se prendre ses distances avec les Hollandais, afin de pouvoir rester audible dans le monde catholique. Au Congo, « personne ne voulait les écouter », dira des pasteurs hollandais un missionnaire capucin en 1645. Garcia II va cependant continuer à demander l'appui Hollandais lui aussi et envoie à son tour une ambassade à La Haye, en Europe, peu après, en septembre 1643.
Finalement, il obtient le soutien des Hollandais, à l'échelon du Brésil et de l'Angola, non par la diplomatie mais la corruption: il offre à 200 esclaves et un plat en argent confectionné dans un hôtel des monnaies du Haut Pérou, actuelle Bolivie, proche de la mine de Potosi, qu'il avait reçu des Portugais du Brésil. Fin 1643, Garcia II du Kongo accepte alors le principe de livrer 1200 prisonniers de guerre en échange de la participation militaire hollandaise pour mater une révolte du chef du district de Nsala,, dont 170 en pot-de-vin à Cornélis Nieulant, l'un des deux directeurs de la WIC à Luanda, avec Pieter Mortamer.
Eclipsée par la guerre contre les Portugais, la résolution du conflit d'allégeance Kongo-Soyo est à nouveau envisagée en 1645 quand il éclate au grand jour: mais les 2 armées du bakongo « envoyées en 1645 et 1646 sont défaites », échouant dans les fortifications naturelles de la région boisée du Nfinda Ngula, où le comte de Soyo, cette fois appuyé par les Hollandais, profitera à nouveau en 1665 et 1671 de la configuration des lieux pour repousser cette fois des assauts des Portugais,.
Son fils, Afonso ayant été capturé dans la bataille en 1645, Garcia II est contraint à des négociations avec le comte Daniel da Silva du Soyo pour le récupérer, aidé en cela par des missionnaires capucins italiens qui venaient d'arriver à Soyo, mais en 1646, ses forces sont à nouveau défaites, ce qui l'empêche d'apporter un effort militaire complet aux Hollandais, qui ont relancé la guerre contre le Portugal. Des ambassadeurs de Garcia II continueront à réclamer ces missionnaires, notamment ceux reçus le 19 mars 1648 par le pape Innocent II, qui signe le 8 juin le document envoyant au Kongo dcinq capucins belges, parmi lesquels le "martyr" Georges de Geel. d'origine espagnole, assassiné en 1653.
Au même moment que les visées du Kongo sur le comté de Soyo entre 1643 et 1646, la reine Njinga du Ndongo, essuie de désastreuses défaites face aux Portugais vers 1644.

### Octobre 1639, nouveau gouverneur portugais, Pedro Cesar de Menezes
Son armée poursuivit ses attaques au Ndongo et aux alentours jusqu'à ce qu'en octobre 1639 un nouveau gouverneur, Pedro Cesar de Menezes, fasse son apparition à Luanda, accompagné de trois cents soldats. Il impose l'ordre public d'une façon plus vue depuis 15 ans, sous Fernao de Sousa. La stratégie de la Reine est alors changée, car il lui envoie une missive disant qu'il veut le retour des esclaves et le retour du système des vassaux permettant de s'en procurer. Il transmet un ordre de signer un traité avec Njinga et Kasanje, installé plus à l'est en leur demandant de cesser les rites traditionnels, de se convertir et d'obéir aux nouvelles consignes sur les esclaves. Elle refuse et se met ainsi en danger mais la conquête hollandaise du 20 avril 1641 fera avorter les plans des Portugais contre elle.

### Après décembre 1640: nouvelle donne à la fin de l'Union Ibérique
À partir de 1630 environ, les Espagnols regimbent contre la présence portugaise croissante en Amérique du Sud, où le commerce est de plus devenu moins profitable. Et comme au même moment, Lisbonne leur demande plus de soutien contre les Hollandais qui semblent s’incruster dans le nord du Brésil, le Portugal devient impopulaire dans l’Empire espagnol. Le grand port de Séville et bien d’autres vivent alors « une véritable explosion de xénophobie et à une rechute d'antisémitisme » contre le voisin ibérique, car « Portugais et Juif, on confond volontairement les deux ». À partir de 1641, un nouveau pouvoir portugais est issu de l'insurrection qui a renversé la famille au pouvoir à Lisbonne en janvier 1640 et fait exploser l’Union ibérique, ce qui a contribué à renforcer le camp des Portugais souhaitant chasser les Hollandais du Brésil.
Malgré l’influence du lobby portugais de Luanda à la cour espagnole, la Couronne espagnole avait plutôt écouté les recommandations de Rome en faveur de la cause congolaise. Résultat, en 1641, dans les mois qui suivent la fin de l’Union ibérique, les conquistadores portugais se préparaient déjà à envahir le Congo.
Au cours des années 1641 et 1642 qui suivent cette révolution portugaise, les incursions dévastatrices opérées au Brésil par les deux parties belligérantes cessent surtout dans les 3 ou 4 mois qui suivent le traité signé le 12 juin 1641 entre le Portugal et la Hollande, par l'ambassadeur du Portugal  auprès du gouvernement néerlandais, Tristao de Mendonça Furtado, sous la forme d'une trêve de 10 ans. A cette occasion, Antonio de Sousa Tavares, secrétaire de l'ambassadeur, collecte des renseignements pour l'Inquisition sur des Juifs Hollandais et le 19 et le 20 septembre celle-ci l'auditionne, puis Gaspar Bocarro est arrêté le 17 octobre et dénonce de nombreux « nouveaux-chrétiens » portugais passés au judaïsme, en échange de sa réhabilitation le 14 janvier 1642 par les Inquisiteurs.
Au cours de cette période, le gouvernement hollandais, déjà en froid avec la colonie du Brésil, décida de diminuer considérablement le nombre des troupes au Brésil, où plusieurs navires sont déjà repartis pour la Hollande.
La nouvelle couronne portugaise issue de l’insurrection de janvier 1640 écrit en particulier une lettre au gouverneur néerlandais du Brésil, proposant de le nommer commandant du Brésil portugais, en vue d’une action en commun pour combattre l'Espagne,.

## Les événements sous Nassau-Siegen (1641-1644)
En 1641, le nouveau Mwene Kongo, frère du précédent, prône un rapprochement avec les Pays-Bas, alors que son prédécesseur avait plutôt demandé au comte de Soyo de ne pas rouvrir les comptoirs hollandais provoquant la colère des Portugais et par ricochet l’envoi d’une ambassade du Kongo à Amsterdam « afin de réitérer la demande d’alliance » des années 1620.

### L'attaque décidée par gouverneur Hollandais du Brésil
Le 23 février 1641, les États généraux demandent à Nassau-Siegen encore une expédition militaire contre les Portugais, sans préciser laquelle. Le Conseil des XIX de la WIC, parmi lesquels 8 d'Amsterdam, 4 de Zélande (Middelburg), 2 de Rotterdam, 2 de Hoorn, 2 de Stad et 1 de Groningue lui écrit à son tour en avril 1641, en estimant que la conquête de Bahia, déjà attaqué sans succès en 1638, est prioritaire.
Mais le gouverneur et le Conseil du Brésil ont alors décidé de son leur chef et « après un long débat », de s’emparer de Luanda. Le nouveau roi de Kongo, Garcia II, a été alors  considéré comme un allié potentiel fort selon un rapport regorgeant d’informations sur la situation politique, économique et militaire de Luanda, rédigé par un fonctionnaire de la WIC, grâce à sa connaissance approfondie de l’Afrique du Sud-Ouest.
Ainsi le 30 mai 1641, sans avoir consulté la direction de la WIC aux Pays-Bas, 20 navires menés par l'amiral Cornelis Jol quittent le Brésil avec 3 000 personnes, parmi lesquels 2 000 soldats, 200 Brésiliens et deux négriers Portugais, à bord du premier navire hollandais, pour s'emparer le 26 août 1641 de Luanda. Cette expédition se fait à l'insu de la direction de la WIC à Amsterdam, qui voulait en réalité attaquer Bahia, capitale de l’Amérique portugaise.
Probablement renseigné avant leur départ du Brésil, les Hollandais ont découvert un étroit passage à travers le port, permettant de débarquer des hommes, point faible de la forteresse. Le gouverneur et la garnison de Luanda ont été tellement surpris de l'initiative hollandaise qu'ils ont quitté la ville la veille du débarquement. En profitant de l'absence de résistance de la garnison, un pillage de la ville portugaise s'ensuit, contre les ordres de Nassau-Siegen, qui mentionnaient par ailleurs de faire semblant d'ignorer les négociations en cours au sujet de trêve de dix ans entre Portugal et Pays-Bas. Le gouverneur portugais Pedro César de Meneses écrit une protestation contre ce pillage et cette occupation de la ville, tous deux imprévus. Les chefs de l'expédition hollandaise, Cornelis Jol et James Henderson, prévoient alors une fortification de Luanda, qui nécessitera 400 hommes.

### La WIC exige des négociations immédiates avec les congolais
L'expédition à Luanda ayant été décidée par Nassau-Siegen sans prévenir la direction de la WIC, le directeur du comptoir de Loango n'en était pas informé. C'est Cornelis Hendrik Ouman, nommé après douze années de service en Afrique, qui parle les langues locales et connait bien la culture des habitants. Il partit pour Luanda dès qu'il fut informé et arriva le 11 octobre 1641, pour y montrer ses instructions reçues de la chambre d’Amsterdam avant la prise de Luanda : négocier un traité avec le roi du Congo, Garcia II.
Avec Pieter Segers, autre fonctionnaire de la WIC, il est donc envoyé dès le lendemain négocier des alliances militaires à la cour du Roi Garcia II du Congo. Tous deux ont pu y présenter une lettre retrouvée à Luanda après la conquête, signée par le gouverneur portugais Pedro César de Meneses et l’évêque de Luanda, confirmant que les Portugais préparaient une attaque contre son royaume congolais. Résultat, alertées dès l'automne 1641, les troupes du Roi Garcia II du Congo fermèrent l’embouchure du Dande et contribuèrent dans un premier temps, à empêcher les Portugais d’atteindre Massangano.
En janvier 1642, Cornelis Ouman est de retour à Luanda. Deux émissaires représentant le roi de Kongo, Diogo Fernandes de Santa Maria et Domingo Fernandes, sont à ses côtés, pour négocier une alliance, qui prend la forme du traité signé le 28 mars 1642 à Luanda. Les deux parties s'engagent combattre leurs ennemis respectifs, offensivement et défensivement. En mai 1642, Garcia II écrit à Nassau-Siegen pour exprimer sa satisfaction de cette alliance.
Mais la direction hollandaise à Luanda a vite estimé que le commerce avec Garcia II n’était pas à la hauteur de leurs attentes. En mai 1642 aussi, Nieulant et Mortamer se plaignent auprès du gouverneur du Brésil que faute d'accord avec les Portugais, la WIC doit se contenter d'un commerce limité, réalisé avec Garcia II. Ce dernier, déçu par la trève locale que les Hollandais concluent avec les Portugais à l'hiver 1642-1643 va espérer alors un autre soutien contre les Portugais, celui de l'Espagne, à laquelle il s'adressera directement.

### Les Portugais coupent les vivres et l'eau à Luanda
Les Hollandais ayant pillé Luanda malgré l'ordre contraire du gouverneur du Brésil, l'ex-gouverneur portugais Pedro Cezar de Mezenes se sent justifié de se replier dans un camp fortifié à 35 km de la ville sur d'importantes plantations vivrières tenues par les jésuites, à Gango sur la Rivière Bengo, un des axes traditionnels de la traite des esclaves portugaise. Il parvient à en livrer à Buenos-Aires et dans des régions encore peu explorées du Brésil.
Ces plantations de la rivière Bengo servaient à nourrir Luanda, dont les habitants sont aussi forcés, pour s'alimenter aussi en eau, d'aller non loin. L'occupation de la ville est rapidement fragilisée et en septembre 1641 César de Meneses leur tend une embuscade réussie. Une partie de l'armée hollandaise étant partie attaquer Sao Taomé, leur position à Luanda est d'autant plus précaire.
Les Hollandais réagissent en lançant une offensive contre le camp fortifié de Pedro Cezar de Mezenes et le poursuivent dans l'intérieur des terres avant de devoir y renoncer en raison du climat. Fin 1641, César de Menese s'installe au fort de Vila Vitória de Massangano, sur la Rivière Cuenza, ce qui est considéré comme sa première victoire, d'où il va lance en 1642-1643 des raids contre divers "rebelles" du Congo  et attaquer le Royaume du Congo lui-même, car il a refusé de livrer des esclaves. Cette implantation va mener plus tard les hollandais à fermer l'embouchure de la Rivière Cuenza, principal canal d'acheminement des esclaves.
Entre temps, en septembre 1641, une flotte de renfort hollandais est arrivée de Recife: trois navires commandée par les capitaines Waldeck et Capel partent de Luanda le 3 décembre 1641 pour s'emparer le 22 septembre de Benguéla, l'autre port d'exportation des esclaves, et y construire une forteresse, conformément aux ordres de Recife.

### Projets de Nassau-Siegen et conflits avec la WIC

#### Justification de la conquête de Luanda
Sommé par la direction de la WIC de justifier son initiative de conquérir Luanda, Nassau-Siegen la présente, dans un rapport du 29 octobre 1641 aux États généraux des Pays-Bas, comme permettant « la ruine du roi de Castille dans ses mines d'argent », du Potosi péruvien, qui depuis 1580 avaient recouru massivement à des esclaves d'Angola. Mais le mois suivant il sera désavoué par ces derniers.
Les États généraux consultent alors fréquemment Willem Usselincx, cofondateur vingt ans plus tôt de la WIC. Dans un mémoire du 15 octobre 1641,, venait de dénoncer les « causes de sa décadence » en proposant qu'on y remédie par une fusion avec la Compagnie des Indes Orientales (VOC), mais cette dernière refusa en invoquant la dette de 5 de millions de florins de la WIC. Les Etats-généraux essayèrent en vain de convaincre la VOC, qui persista dans son refus.
Cornelis Nieulant et Pieter Mortamer, les deux envoyés de Nassau-Siegen dans l'expédition de l'été 1641 se plaignent auprès de lui de James Henderson, qui s'est installé comme chef de la garnison de Luanda. Ils obtiennent son rappel au Brésil et qu'il soit remplacé par Nieulant en septembre 1642. Jusque là, l’état de guerre permanent dans l’Atlantique avait facilité le rôle de premier plan joué par les militaires de la WIC, capables de désobéir au gouverneur du Brésil.
Mais la WIC, prévenue de la corruption dans la nouvelle administration hollandaise installée à Luanda, a décidé le maintien d'une administration distincte à Luanda et Elmina, et annoncé à Nassau-Siegen dès avril 1642 qu'il serait remplacé.
La politique hollandaise est devenue de 1641 à 1648 « un compromis »  ambigu entre les options divergentes des « politiques » et des « économiques » , se traduisant par « l'application assez souple »,  de la trêve de 1641 avec le Portugais, dont la déclinaison locale n'est négociée qu'en 1642.

#### Projections hollandaises sur l'entrée dans le trafic d'esclaves
Le 11 novembre 1641, Jean-Maurice de Nassau-Siegen transmet aux États-généraux de Hollande une évaluation du grand-conseil de Récife sur le bénéfice que l'entrée des Hollandais dans l'exportation d'esclaves, en profitant de la conquête de Luanda, rapporterait annuellement au trésor de la WIC: 2,1 millions de florins, net de frais et même 6,6 millions de florins, selon l'estimation annexée, et encore plus exagérée, d'administrateurs qui viennent d'être installés à Luanda par Nassau-Siegen.
Au printemps 1638, une proposition de se lancer dans le trafic d'esclaves était déjà remontée au conseil d'administration de la WIC, reformulée en octobre 1639, mais sans obtenir l'adhésion, se heurtant au blocage théologique de pasteurs éminents de la Zélande, comme Godefridus Cornelisz Udemans et Georgius de Raad. Dans un vadémécum publié en 1640, à la demande de VOC et WIC, pour les marchands et les marins,, confrontés à l'arrivée de Noirs pris par les pirates sur les navires négriers espagnols et portugais, Godefridus Cornelisz Udemans avait condamné les ventes d'esclaves et estimé qu'il faut appliquer aux Noirs trouvés en mer le statut de l'engagisme, c'est-à-dire d'être libéré après sept ans de travail,.
Espérant cette fois convaincre Amsterdam, les Hollandais de Luanda font le forcing et miroiter une autre estimation, encore beaucoup plus élevée, de 50000 esclaves exportés par an, trois fois le record atteint à la fin de l'ère portugaise, en utilisant les mêmes méthodes: susciter des guerres inter-africaines via les "tributs" exigés sous menace de mort. L'auteur de cette nouvelle estimation, Pieter Moorthamer, gouverneur de Luanda (1641-1642), conseille dans son texte de recourir à des "experts" Portugais pour le trafic négrier et de fusionner les administrations de Luanda et de l'ex-fort portugais d'Elmina au Ghana. Il présente aussi des plans pour la construction de “baraques de transits” pour héberger les esclaves et de navires plus adapté au commerce négrier. Mais deux ans plus tard au Fort Elmina ces “baraques de transits” n'existent toujours pas.
Ces prévisions seront démenties en 1642 : les Hollandais n'exportent de Luanda que 3% à 10% de ce qu'ils espéraient, principalement des captifs récupérés au Congo au prix fort, par lots de 20 ou 30. Deux marchands anglais, Burchett et Philipps en prennent livraison après avoir proposé sans succès à l'Espagne, qui a mis fin à l'asiento portugais en 1640, de lui livrer 2000 esclaves, tandis qu'un troisième, Fernand Franklin, s'est aussi proposé,.
Dans ses courriers d'octobre 1641 à la WIC, Maurice de Nassau, sous-estime volontairement la présence portugaise en Angola, en écrivant qu'au moment de la conquête de Luanda « [il y avait] environ 800 blancs, soldats et habitants », alors que le rapport de Cornelis Nieulant et Pieter Mortamer parlait de 400 « familles blanches » et qu'un autre rapport, destiné à la chambre zélandaise de la WIC, affirme que Massangano compte 500 familles à elle seule, sans compter cent familles de noirs et de blancs à Cambambe et à Ambaca, deux places portugaises fortifiées de l'intérieur des terres.
Quand un accord avec Garcia II, roi du Kongo est trouvé en mars 1642, il écrit quinze jours après à son supérieur à Recife, Nassau-Siegen, que cette alliance permettra selon lui de lancer le trafic d’esclaves tandis que la partie congolaise, elle, s’intéresse plutôt à l’aspect militaire de l'alliance. Toute l'année 1643 sera passée en lobbying congolais pour obtenir ce soutien militaire, en distribuant des pots de vin aux Hollandais.

### L'implication des royaumes du Matamba et du Congo

#### La guerre de la Reine du Matamba contre les Portugais
La Guerre néerlando-portugaise en Angola se produit sur fond d'une autre guerre opposant juste avant la Reine Njinga aux Portugais. Celle-ci est en situation assez forte pour ignorer les appels à la réconciliation que lui lance en octobre 1641 Pedro Cezar de Mezenes car elle conserve son fief du Matamba mais installe son camp sur les terres d'un de ses partisans, le Soba Kavanga, au centre du Dembos, dans un secteur stratégique, mais aussi une zone fertile et agréable, bien irriguée. Entre avril 1641 et 1642, le gouverneur portugais de l'Angola fut « confronté non seulement aux forces du Congo alliées aux Hollandais », qui prennent Luanda en août, puis tentent de remonter les fleuves Dande et Bengo, mais « aussi à la résistance populaire des esclaves portugais et Mbundu libres à proximité des forts de Cambande, Muxima, Massangano et Ambaca ». Du coup, il n'a plus assez de munitions pour ces différents fronts et doit se retirer à Massangano.
Peu après sa nomination comme gouverneur, Menendes avait réuni le conseil de Luanda pour se préparer à la guerre. Puis dans les derniers jours d’avril 1641, il avait ordonné à António Bruto d’organiser une expédition punitive contre la Reine Njinga et demandé à Lisbonne plus de soldats, afin de pouvoir également défendre la ville contre les Hollandais et, en même temps, faire la guerre au royaume du Congo.
Les plans militaires du gouverneur ont finalement été désapprouvés : il lui a été intimé par le roi portugais d’éviter le conflit avec les voisins africains. Gaspar Borges Madureira, conquistador à l'ancienne, est alors envoyé par Luanda comme émissaire auprès de la Reine Njinga, mais la mission a finalement échoué et il a accusé celle-ci d’essayer de l’empoisonner.
Dès 1634, le mécontentement local avait grandi et cinq des vassaux africains les plus importants des Portugais avaient fini par s’allier contre Luanda. Cependant, la coalition avaient été brisée par une armée portugaise sous le commandement d’António Bruto et de Gaspar Borges Madureira. D’autres campagnes contre les chefs « rebelles » s'était poursuivies sous le mandat de Manoel Pereira Coutinho (1630-1635). Mais au début des années 1640, ceux-ci se rallient à la Reine Njinga,.
L'invasion et la destruction du Wandu dans l'est du Kongo, par la Reine Njinga du Ndongo et du Matamba ont impressionné le roi Garcia II du Congo. Pieter Moortamer, installé à Luanda à l'été 1641 par les Hollandais du Brésil se fait lire le message de la Reine Njinga et réagit en disant qu'il ne sait pas quoi faire de cette Reine qui ne sait ni lire ni écrire. Mais il envoie quand même des émissaires et soldats hollandais à sa cour dans le Matamba.
Les Portugais sont victimes de maladies causées par le manque d'approvisionnement dans la région du fort d'Ambaca, où ils ont subi une déroute.

#### Hostilités portugaises contre le Congo
Réfugié sur la Rivière Bengo, Menendes y prépara une expédition principale contre Mutemo, un vassal ndembo de Garcia II, qui préparait, avec d’autres chefs mineurs, une offensive contre les Portugais.
Dans cette confrontation, les Portugais ont vaincu la coalition, tué Mutemo, pris son frère et plusieurs petits chefs. Mais en septembre 1642, les commandants António Bruto et António Abreu de Miranda ont eu moins de succès contre le vassal Namboa Angongo. C'est la bataille de Namboa Angongo, où grâce à l’aide de 200 soldats néerlandais, les armées de Garcia II ont forcé les Portugais à la retraite.
Les hostilités portugaises se poursuivent cependant et visent à entraver le commerce entre les Hollandais et les chefferies de Ndembo, mais aussi à captuer par la même occasion des esclaves.
En mars 1643, Menendes écrivit, dans une lettre au roi du Portugal, qu’il avait recueilli 8000 esclaves, dont beaucoup étaient certainement des prisonniers de guerre.

#### Les Africains exclus des tractations luso-hollandaises
Comme au Pernambouc, la WIC se contenta de permettre aux Portugais de rester à l'intérieur des terres, pour éviter les dépenses de guerre terrestre. Au grand dam de Garcia II, ils font ainsi une trève avec les Portugais et Garcia II accepte alors leur proposition de l'aider contre le comte de Soyo.
Le gouverneur de Benguéla, Nicolau de Lemos Landim, part avec ses soldats se réfugier à Caconda vers août 1642 et ceux-ci- élisent un nouveau gouverneur, le prêtre Higínio-roiz, qui accepte la cohabitation avec les Hollandais en octobre 1642. La Reine Njinga se retrouve seule à lutter, avec un « soutien néerlandais limité ».
À la suite du harcèlement portugais, une force hollandaise-Kongo a attaqué les portugais repliés sur la rivière Bengo, les forçant à se retirer vers la rivière Kwanza, dans leurs forts de Muxima et Masangano, mais la victoire amène les Hollandais à se désintéresser de la situation militaire. Ainsi, finalement, l'offensive conjointe des Néerlandais, des congolais et de la Reine Njinga va s'effilocher et parfois même s'arrêter. Dans un premier temps, elle se révèle efficace avec une série de victoires militaires.
Mais un peu plus tard, le gouverneur néerlandais du Brésil fin au conflit en prenant prétexte de la trève signée le 12 juin 1641 pour dix ans avec le Portugal. Il fait engager des pourparlers secrets dont la Reine Njinga et le Kongo sont tenus à l’écart. Il est alors prévu que les Portugais conservent, en pays Bakongo, un « petit territoire, le Mutemo ».

#### Appel du roi Garcia II à l'Espagne
Le roi du Congo Garcia II, dont « la politique sera caractérisée par une haine viscérale » pour les esclavagistes Portugais, contre lesquels il a tenté de jouer leurs compatriotes jésuites, avait accueilli à sa cour trois groupes en jouant sur leurs rivalités, « composés de Hollandais, de jésuites portugais, de capucins espagnols et italiens ». En 1643, « se rappelant que les jésuites, en Angola, avaient publiquement fustigé les conquistadores de Luanda pour le massacre de l’armée congolaise » à Bumbe en 1623, « lors d’une de leurs razzias périodiques », Garcia II écrit « de sa propre main au Recteur du collège des jésuites de Luanda, pour solliciter l’envoi de missionnaires ».
Garcia II écrivit aussi, via Angelo de Valencia, capucin espagnol, au roi d’Espagne Philippe IV, pour s’inquiéter de la restauration portugaise, décrivant Jean IV du Portugal comme « le roi intrus » , pour lui demander de bien vouloir faciliter l’arrivée de capucins.
Il demande même à Philippe IV « d’envoyer à Luanda une grande flotte suffisante pour l’occuper », en faisant miroiter un recul des Hollandais calvinistes et l’accès à des mines d’argent. Les Capucins espagnols et Congolais « semblent avoir réellement nourri l’espoir de voir se matérialiser une intervention espagnole et anti-portugaise au Congo »,.

#### Corruption des dirigeants locaux de la WIC
Dès octobre 1642, dans une longue lettre à Nassau-Siegen et au Conseil supérieur de Recife , la direction de la WIC se plaignait, entre autres, des coûts élevés de construction du pont entre Mauritstad et Recife, en critiquant également trafic d'esclaves entre Recife et Cap-Vert, pour le compte personnel du gouverneur, dont elle le soupçonnait.
La WIC contestait alors la moralité de l'esclavage et jugeait injuste de faire la guerre uniquement pour le profit du trafic négrier, comme l'ont montré les recherches de Louis Jadin. Docteur en histoire de l'Université de Louvain et en 1929 en théologie de l'Université de Rome, Louis Jadin (1903-1972) y fit des découvertes historiques, complétées par d'autres aux archives de la compagnie de Jésus, recoupées sur le terrain colonial à Loanda au Congo belge (Borna, Kisantu, Léopoldville), ensuite à Lisbonne et à Evora afin de publier 1955 un livre en partie de révélations historiques, tiré aussi des archives de la WIC conservées à La Haye.
Le Conseil des XIX a demandé le 19 août 1643 aux responsables du WIC à Luanda d’éviter de telles pratiques esclavagistes pour ne pas les encourager. Et en septembre 1643 par exemple, un capitaine hollandais envoyé par Luanda pour aider Garcia II dans une expédition punitive, lui fut dénoncé pour avoir reçu un pot de vin de 50 esclaves en récompense de son aide.
En outre, il semble que l’administration de Luanda a fermé les yeux quand, en mai 1643, les hauts fonctionnaires néerlandais se sont partagé l’énorme butin de 100000 cruzados d'or et d'argent, découvert sur la rivière Bengo où Pedro César de Meneses avait rassemblé de nombreux soldats dans son campement fortifié à 35 kilomètres de Luanda, où les Portugais étaient revenus, trahissant la trève avec les Portugais. Malgré des relations commerciales redevenues fructueuses avec les Portugais, les Hollandais se méfiaient de plus en plus de lui et ont à leur tour rompu le dimanche 17 mai 1643 le pacte de non-agression célébré trois mois et demi plus tôt: 300 soldats quittent Luanda sous le commandement de Gaspar Croesen et du capitaine Willem van Lobbrecht. Ils tuent environ 30 personnes, dont le capitaine-général expérimenté António Bruto et font environ 200 prisonniers ramenés à Luanda puis expédiés au Brésil, à l'exception de Pedro César de Meneses, resté à Luanda, qui quelques mois plus tard réussira à s'en échapper et pour redevenir chef de la résistance portugaise jusqu'en octobre 1645, selon le récit de Francisco de Brito Freire (1625-1692), administrateur colonial portugais, qui deviendra gouverneur général du Pernambouc de 1661 à 1664.
Le butin, qui aurait dû revenir à la WIC pour fortifier Luanda, a été partagé entre les capitaines de l'expédition et Gaspar Croesen, tandis qu'en novembre 1644 la direction de la WIC en Europe attendait toujours une explication convaincante sur cette affaire. Gaspar Croesen sera finalement renvoyé au Brésil, comme sanction. Malgré la fin depuis trois ans de l'asiento, les Portugais obtiennent cet argent-métal du Pérou, vers lequel leurs esclaves continuent d'être expédiés.
Massangano ayant bloqué l’accès la rivière Cuenza, plus importante route négrière angolaise, les Néerlandais ne pouvaient intervenir qu'en prenant le risque d'aller plus loin à l’intérieur des terres. Et en juillet, le néerlandais Hans Mols proposa un cessez-le-feu à son homologue portugais António Abreu de Miranda et la poursuite des relations commerciales et ce dernier a fini par accepter la trêve.
En novembre 1643, Lisbonne fut informé de ce qui s’était passé sur le Bengo par deux jésuites déportés au Brésil par les Hollandais: les plans visant à libérer l'Angola y furent discutés avec encore plus d’insistance, mais c'est seulement lors de l’arrivée de Lopes de Sequeira en juillet 1644 avec les lettres de Miranda que fut décidée l'aide militaire à l'Angola.
Côté hollandais, les navires Poortier, Groote Gerrit et Brack, partis de Luanda pour arriver en janvier 1644 à Recife, y ont amené un total de 1096 esclaves à Recife, moins les 196 morts durant la traversée. Les survivants, ainsi que 58 personnes précédemment déportées, ont été vendus à Recife, où 4 dirigeants locaux de la WIC ont acheté 65 personnes. Sur ces 65, l'essentiel, soit 60, ont été vendus « à Son Excellence le gouverneur, pour le compte de la cour » et constituent un des pots de vin réclamés par Nassau-Siegen pour accepter de soutenir militairement le roi du Congo. Ces esclaves étaient destinés à la revente, compte tenu du départ imminent de Johan Maurits pour l'Europe car son renvoi lui avait déjà été communiqué en avril 1642.

### Réactions du Conseil de l'outre-mer Portugais
En juillet 1644, à Lisbonne, le Conseil de l'outre-mer Portugais se penche sur la situation en Afrique centrale et s'inquiète de succès de la Reine Njinga du Ndongo et du Matamba. En 1644, elle avait en particulier défait l'armée portugaise à Ngoleme. Puis en janvier 1645, le roi du Portugal demande à Francisco de Sottomaior, gouverneur portugais de Rio De Janeiro, de prendre un nouveau poste, comme gouverneur de l'Angola. En juillet 1645, l'armée de Francisco de Sottomaior arrive en Angola . Profitant en août 1645 de cette expédition de secours de Francisco de Sottomaior, Pedro Cezar de Mezenes s'empare par la force de 600 congolais. La WIC, constatant qu'une partie des captifs a fini sur un de ses navires, prend prétexte de factures impayées pour interdire tout navire vers ou à partir de l'Angola à partir de janvier 1646, mais Pedro Cezar de Mezenes affirme avoir exporté par la Rivière Kwenza et jusqu'au Pernambouc, alors à nouveau en guerre luso-hollandaise, les 2000 prisonniers qu'il a effectués en battant la Reine Njinga en 1646, tandis qu'une vingtaine de navires anglais tentent de prendre le relais vers le Brésil en 1648-1649.

### Insurrection de 1644-1645 au Brésil
Joam Fernandes Vieira organise au cours de l'année 1645 un complot contre l’administration hollandaise au Brésil. Détenteur d’une « taxe sur les sucreries du Pernambouc », appelée le « pensam », il est également échevin de la ville de Mauritstad et a de par ses fonctions des « relations quotidiennes » avec les membres du grand conseil de Récife. Il en organise un nouveau complot en 1645 avec André Vidal, leader des Portugais de Bahia dans la partie du Brésil restée portugaise, proche d’Antonio Telles da Sylva, un des meneurs de l’insurrection de janvier 1640, nommé gouverneur en mai 1642.
Ce dernier reçoit un mémoire exposant les chances de réussite d'une insurrection contre les Hollandais mais le complot en cours est dénoncé le 30 mai 1645 par une lettre anonyme au grand conseil de Récife, qui réagit par une mobilisation générale. Joam Fernandes Vieira fuit alors dans la montagne le 13 juin 1645 avec 1200 partisans, entrés « en guerre ouverte contre les Hollandais », au risque d'être désavoué par le roi du Portugal depuis 1640, Jean IV.
Les Hollandais sont dès lors « sans cesse harcelés sur tous les points » et « dans les plantations personne ne se trouvant bientôt plus en sécurité, chacun chercha un asile à Recife ou dans les forts ».
Les magasins de vivres et munitions semblent quasiment vides face à cet afflux de réfugiés, et il faut équiper à la hâte 300 soldats hollandais et 200 Indiens comme en sont informés par une lettre du 27 juin 1645 les États-généraux d’Amsterdam. Fuir devient difficile car il n’y a plus qu'un navire hollandais à Recife, destiné aux Indes Orientales, et « entré dans le port pour réparer des avaries ». Les 700 soldats hollandais du colonel Haus furent battus par 1100 insurgés portugais sous les ordres de Vieira, le 3 août 1645 près de Monte das Tabocas.
C’est seulement le 18 novembre que les États-généraux d’Amsterdam peuvent envoyer un de leurs membres, Walter van Schoonenborch, avec mission de présider le grand conseil de Récife, flanqué de comptables pour éplucher les finances de la WIC et ses arriérés de dette. Ses lettres patentes expirant courant 1645, dès février 1644, la WIC a demandé une prolongation et cette question fut longuement discutée avec des avis que l'existence de la Compagnie n'était plus possible.
Les Hollandais se voient obligés d'abandonner tous les forts extérieurs et de raser la ville de Mauritsstad, à peine achevée, tout comme son palais de Vryburg, pour se concentrer sur la défense de Récife, où une sortie le 17 août est écrasée par Portugais cette fois au nombre de 2000, qui font 340 prisonniers dont une centaine d’Amérindiens.
Le fort de Nazareth, situé au cap de St. Augustin, est vendu aux Portugais par un officier contre 18000 florins, tandis qu’une une flotte portugaise sous les ordres de Salvador Correa de Sa prépare un débarquement effectué le 9 septembre 1645. Seule consolation pour les Hollandais, l’amiral Lichthardt gagne un peu plus tard une petite bataille navale dans la baie de Tamandaré.
Les principales places du Brésil-hollandais, Itamaraca , Iguarassu, Porto Calvo, et le fort Maurice près du S. Francisco, tombent successivement et les Hollandais ne conservent que Récife, Rio-Grande et Parahiba.

## Nouvelle stratégie de la WIC en 1645

### Les premiers envois de troupe depuis quatre ans
Un rapport de la WIC de 1645 souligne que les Portugais, toujours établis à Massangano, y contrôlent l'accès aux royaumes de Nzinga et des Ambundu, et peuvent y exporter des esclaves par milliers, ce qui explique que la reine Njinga en ait fait un objectif.
La même année 1645 voit un changement dans la politique officielle de la WIC pour l’Angola, qui ne parle plus de réduction de ses forces armées, d'autant que le gouverneur Nassau-Siegen n'est plus là.
En juillet 1645, elle avertit Luanda de l’arrivée de 200 hommes pour remplacer les soldats qui avaient terminé leur contrat dans la colonie. La compagnie promit d’envoyer 50 hommes sur chaque navire pour renforcer la garnison de Luanda, à qui elle ordonne en août 1646 de bloquer la rivière Cuenza, pour y interdire tout transport de marchandises ou de troupes portugaises.

### L'attention à l'alliée africaine Nzinga
La WIC réclame de petits forts en des endroits appropriés pour empêcher les Portugais de recevoir une assistance extérieure et que toutes ces opérations militaires soient menées avec les alliés africains, en prenant en compte la montée en puissance régionale du Matamba et de sa reine Nzinga.
Nzinga remplaça ainsi progressivement Garcia II comme le plus important allié de la WIC en Angola. Son offensive en 1644-1645 autour du fort portugais d’Ambaca reflétait sa détermination à récupérer le royaume de Ndongo et à se venger de Ngola Ari, installée sur le trône par les Portugais. Elle a veillé aussi à obtenir un accès fluvial direct à Luanda et finalement demandé l’aide néerlandaise.

### Victoire et défaite de Sotomaior
Lorsque Sotomaior fut nommé gouverneur par le Portugal en octobre 1645, il s'est inquiété de la percée de Nzinga en Angola oriental et lui a consacré sa première expédition militaire en janvier 1646, prenant son quartier général, pour y faire de nombreux prisonniers parmi lesquels sa sœur, permettant en mars 1646 à l'armée portugaise de rentrer triomphalement à Massangano.
Mais au printemps de 1646, la mort de Francisco de Sotomaior entraîne une crise politique dans cette ville portugaise en pleine croissance. Après un conflit interne aigu, un triumvirat fut chargé de lui succéder. Peu après, l’armée portugaise fut dévasté par les Hollandais sur la rive nord de la rivière Lukala, apparemment en raison de désaccords au sein du triumvirat pendant la bataille.
L'absence apparente du roi congolais Garcia II dans les confrontations majeures de 1647 et 1648 fut cependant regrettée par la WIC, car son aide avait été précieuse en 1642-1643. Par ailleurs, la pénurie chronique d’hommes et de navires pour patrouiller la côte a joué un rôle important aussi: les deux expéditions de secours portugaises de 1645 sont entrées en Angola sans être remarquées par les navires de la WIC.

## Les années 1646-1648
Les Hollandais se retrouvent en difficulté au Brésil aussi, l'insurrection des Portugais étant générale depuis 1645. Par une résolution des États-généraux du 27 mars 1646 une flotte de secours est envoyée, mais 5 de ses navires font naufrage avant son arrivée le 1er août 1646 à Récife. Le gouverneur hollandais propose le 5 septembre 1646 de nouvelles conditions d'amnistie aux chefs des insurgés, en mettant en avant les déclarations pacifiques de la cour de Lisbonne.
Dans une contre-proclamation du 23 septembre, Vieira menace les Hollandais de les réduire en esclavage et les traite de Turcs et de Barbares, en revendiquant une force armée de 14000 hommes.

### Défaite portugaise à Kumbi en 1647
Finalement, les Néerlandais repartent en guerre, en septembre 1646, après avoir constaté les défaites de Njinga. Leurs forces combinée, des Hollandais et de Njinga, renforcées par un contingent du Kongo remportent la bataille de Kumbi en 1647, en date du 29 octobre. Souhaitant éviter que les hostilités ne reprennent avec Soyo, les forces du Mwene Kongo ne s’engagent pas intégralement contre les Portugais.
En janvier 1647, le général Schkoppe dirige une nouvelle flotte de secours composée de 2500 soldats, vers Bahia et chasse la garnison portugaise de l'île de Taparica puis ravage les environs de Bahia alors qu’il devint de plus en plus évident que le roi de Portugal approuvait secrètement l'insurrection portugaise au Brésil.

### Menace hollandaise d'une alliance avec l’Espagne
Les États-généraux de Hollande devinrent alors menaçants en brandissant la perspective d'une alliance avec l’Espagne, au moment où les négociations du Traité de Munster de 1648, ont déjà commencé. Le roi de Portugal envoie alors des ordres à Bahia, pour retirer des capitaineries néerlandaises les troupes portugaises et faire cesser toutes les hostilités mais Vieira et Vidal refusèrent d'obéir et des émeutiers à La Haye se rassemblèrent devant l’ambassade portugaise, la mise à sac étant évitée de peu.

### Faillite de la WIC
La WIC était alors tellement tombée en discrédit qu’un montant de 100000 florins de ses actions fut vendu 30000 florins, moins d'un tiers de sa valeur initiale. Cependant, elle obtient de justesse, le 22 mars 1647, que ses lettres patentes soient renouvelées pour 25 ans, tandis que la Compagnie des Indes Orientales se voit obligée de verser au trésor hollandais 1,5 million de florins pour secourir la WIC.
Malgré ce renflouement de fait, la WIC a beaucoup de mal à convaincre et nombre de soldats désertèrent avant l'embarquement du 26 décembre 1647, quand de With appareillèrent du port du Texel alors que Recife semblait de plus en plus cerné par les insurgés portugais.

### Expédition de Salvador de Sá
En 1647, le Portugal exige de Salvador de Sá qu’il résolve la question de l'occupation hollandaise en Afrique, en dirigeant la flotte qui reconquiert l'Angola et São Tomé et Príncipe.
En Angola, les Portugais envoient une nouvelle armada qui reprend définitivement Luanda en 1648, chassant les Néerlandais de la ville.
Salvador de Sá devient ensuite gouverneur d' Angola, recevant le 6 août 1650 en récompense un large territoire personnel. Dans les années qui suivent, l’esclavage prend une grande ampleur, les nobles possédant plusieurs milliers d’esclaves et nombre de citoyens portugais au moins une cinquantaine.

## Causes de l'échec hollandais

### Engagement déclinant des Hollandais, croissant des Portugais
Au total, plus de 8000 personnes furent envoyées par le Portugal entre 1575 et 1675 en Angola, parmi lesquelles plusieurs dizaines d'Espagnols, mais aussi en 1587, un groupe de 150 soldats « allemands, flamands et castillans » dont la totalité meurt en très peu de temps à cause d'une épidémie. Les premières femmes blanches portugaises ne sont arrivées en Angola que vers 1595, plus de vingt ans après l'arrivée du premier gouverneur Paulo Dias de Novais alors que 2500 soldats portugais avaient été envoyés, plusieurs centaines fondant une famille avec des femmes africaines, d'où la rapide émergence d'une population de métis. Ce sera seulement en 1620, en 1649 et en 1653, que quelques dizaines de femmes de plus seront envoyées par les Portugais en Angola. Dès la fin du XVIe siècle, plusieurs soldats ayant fini leur terme de trois ans vivent des revenus du commerce des esclaves et par le mariage obtiennent le statut de "morador" ou citoyen résident, en général à Luanda. Leur opulence est critiquée dès 1591, dans un rapport de Domingos de Abreu, qui les oppose aux "conquistadores", militaires appauvris alors qu'ils restent garants des succès militaires.
Au total aussi, 2500 personnes ont été envoyées par les Hollandais durant la période où ils occupaient Luanda, entre 1641 et 1648. d'une grande diversité géographique. Plus généralement, de 30 à 50 % de ceux qui se rendaient dans l'Atlantique et dans l'Océan Indien pour les Hollandais étaient recrutés dans les états allemands, où la situation économique était détériorée en raison de la Guerre de Trente Ans. Venus chercher du travail en Hollande, les personnes issues des états germaniques ont eu un poids réel dans les effectifs militaires et civils néerlandais envoyés en Angola, aux côtés d'Anglais, d'Irlandais ou encore des Flamands de l'actuelle Belgique. Plusieurs soldats sont passés du côté portugais et ont pu s'installer définitivement en Angola, comme Cornelis Noelbs et Paul Schoorel. Le premier, commis de la WIC, a épousé une portugaise et rejoint le gouverneur portugais arrivé en 1645, Francisco de Sottomaior, contre un grade capitaine. Plus généralement une centaine de soldats catholiques de la WIC, à qui Salvador Correia de Sa a proposé en 1648 de payer leurs arriérés de salaires de la WIC, ont rejoint les rangs portugais.
L'effort néerlandais s'est focalisé sur les premières années voire les premiers mois d'occupation de Luanda, avec au moins 2465 soldats envoyés sur les 5 premières années, et une rotation importante. Après 1645, les difficultés militaires en Angola mais aussi les tensions politiques en Métropole ont finalement « fait passer l'occupation de Luanda au second plan des priorités » néerlandaises. Les Néerlandais ne sont plus que 1200 début 1642, 800 quelques mois plus tard et à peine plus de 500 en 1647.
La mobilisation portugaise aura le calendrier inverse: c'est entre 1645 et 1648 que Lisbonne a envoyé plus de 1860 soldats, les planteurs de sucre de l'Amérique portugaise, notamment le Brésil, ayant participé activement aux renforts envoyés en 1645 et en 1648 et à la mobilisation des esprits.
Le chroniqueur portugais António de Oliveira de Cadornega (1623-1690), promu capitaine de Massangano en 1649, a écrit qu'en 1648, avant l'arrivée de la flotte conduite par Salvador Correia de Sá, l'intérieur des terres comptait une population portugaise bien plus importante : 900 femmes et 700 hommes, probablement dopée par les deux expéditions portugaises acheminées du Brésil en 1645, une de 260 personnes, suivie d'une seconde de 400.
Cet engagement va durer. Pour la période qui débute après la reprise de Luanda par les Portugais en 1648 et s'étend jusqu'en 1675, le risque d'affrontement avec le Congo et le Ndongo et la menace néerlandaise jugée encore sérieuse malgré leur expulsion de Luanda en 1648, les Portugais vont continuer leur effort et procéder à cinq renforts, représentant entre 1430 et 2080 soldats. Les différents ordres catholiques ont envoyé aussi quelques centaines de missionnaires, notamment plusieurs dizaines d'Italiens dans les années 1640, parfois pour quelques années seulement, mais qui ont rapidement apporté une précieuse connaissance de l'intérieur des terres et joué un rôle actif dans les interactions avec les chefs africains.

### Rôle des partenaires commerciaux anglais
Les Britanniques ont commencé à s’approvisionner sur les côtes de l’Angola à partir de 1641, mais indirectement. Dom Francisco Franque et le prince José du Ngoyo approchent les trafiquants anglais. La Barbade accueille ainsi en 1641 le premier navire négrier de son histoire, le Seerobbe, avec à bord 264 esclaves sur les 330 pris en Afrique. L'asiento étant supprimé depuis la fin de l'Union ibérique de décembre 1640, en 1642, deux négriers anglais proposent aux Espagnols de leur livrer environ 2000 esclaves acquis des Néerlandais en Angola mais l'Espagne refuse.
Après avoir mis fin à cette Union ibérique, le roi Jean IV du Portugal a signé un traité de paix avec les Néerlandais  le 12 juin 1641, puis un autre, d'alliance et de commerce, avec l'Angleterre le 29 janvier 1642. car les marchands anglais réclament les mêmes privilèges, au moment où le roi Charles Ier, père de  Charles II, doit se réfugier le 12 janvier 1642 au château de Windsor, au début de la guerre civile anglaise qui mènera à sa décapitation.
En 1640, le site de Kormantin, distant d'une trentaine de kilomètres d'El Mina est détruit par le feu. Le négrier anglais Nicolas Chrispe le reconstruit fortifié avec quatre bastions reliés par d’épais murs, travaux terminés en 1647, qui permettent d'accueillir des esclaves, de la ventilation ayant été ajoutée . Il prévoyait d'y créer un "dépôt d'esclaves", achetés à d'autres négriers, sur un site alors utilisé pour réapprovisionner les navires qui partent pour l'Inde ou en reviennent mais la Royal Navy lui réclame 5000 sterling en 1642 et il est interpellé par la Chambre des Lords en décembre 1643 et par la chambre des députés pour que sa participation dans la Guinea Company soit mobilisée pour rembourser. Le Parlement anglais en tire prétexte pour placer ses biens sous séquestre en 1644, notamment la moitié du capital de sa Guinea Company.
En 1646, un capitaine amenant quatorze esclaves de la Côte des Esclaves béninoise à El Mina avait refusé de les débarquer faute d'équipements permettant de les accueillir mais en novembre 1646, le capitaine John Lad, arriva sur le navire Our Lady, pour le compte de marchands privés de Londres et prit cent esclaves à Winneba, à mi-chemin entre le Fort de Cape Coast  et Accra, en janvier 1647, ses employeurs lui demandant d'installer un fort en 1648, pour concurrencer  la Guinea Company. via une nouvelle Biemba Company, dont le nom est synonyme de Winneba, ce qu'il fit en 1650 en installant aussi un fort à Accra.
Au début des années 1650, Nicholas Crisp est exilé en France par Oliver Cromwell, dont  les armées anglaises font le siège de l'île sucrière de la Barbade qui a dépassé le cap d'un millier d'esclaves importés par an en 1645 parmi lesquels beaucoup venus d’Angola en 1648-1649, selon le récit de Richard Ligon .

### Pénuries d'eau à Luanda
Les Hollandais bloquant la sortie par Luanda, les Portugais qui contrôlent l’intérieur des terres ne peuvent plus approvisionner le sud du Brésil. Le nord du Brésil n’est pas non plus livré. Les prisonniers de guerre faits dans les escarmouches entre Hollandais et Portugais font cependant l’objet d’un trafic, venant s’agglomérer à Luanda.
En 1645, face à l’afflux d’esclaves non vendus, les Hollandais tentent de dériver une partie des eaux du fleuve Cuenza vers Luanda, pour suppléer aux puits insuffisants et au transport d’eaux par barils de la rivière Bengo.
En août 1646, le conseil d’administration de WIC en Europe se plaint de ne pas avoir reçu suffisamment d’informations de la part de Luanda, même en ce qui concerne les cargaisons expédiées vers le Brésil. À ce moment-là, la dernière lettre qu’ils avaient reçue était datée du 4 novembre 1645.
Les projets de construction d’un réservoir d’eau à Luanda sont discutés mais sans résultats pratiques. Amsterdam a expédié des matériaux afin de construire une citerne de 300 à 400 tonnes mais Luanda se retrouve à court d’hommes pour effectuer les travaux. En août 1648, les réserves d’eau de la ville ne suffisent plus que pour quelques semaines. Dès juillet 1645, la WIC avait promis de prendre en compte les plans de défense de Luanda et Amsterdam devait envoyer des matériaux pour démarrer les fortifications de la ville mais les décisions avaient ensuite été constamment reportées.
Le manque d’eau potable à Luanda avait probablement contribué à la reddition rapide de Cornelis Ouman et Adriaen Lens au siège de Salvador.

## Conséquences

### Conflit entre Nassau-Siegen et les Amérindiens
En juillet 1639, les Hollandais avaient réuni une assemblée de leaders amérindiens, chacun recevant un jeu de vêtements européens. La rémunération en lin devient ensuite une habitude. Mais en mars 1642, Nassau Siegen a dû à nouveau réunir des leaders amérindiens car ceux-ci se plaignent de l'attitude des Hollandais envers eux lors de la conquête de Luanda, qui a vu le décès de la plupart des Amérindiens y participant. Nassau Siegen venait de recevoir un ordre d'Europe, le Conseil des 19 de la WIC lui demandant de ne plus autant les utiliser dans ses opérations militaires,.

### Rapprochement entre l’Angleterre et le Portugal
Parmi les conséquences de cette guerre, le rapprochement entre l’Angleterre et le Portugal, qui est devenu durable, bien au-delà du traité de 1642 signé juste après la scission de l’Union ibérique de décembre 1641.
Le Portugal, en conflit avec l’Espagne depuis sa dissidence 1641 et à qui la Hollande a déclaré la guerre en 1657, s'est ensuite « acheté l'Angleterre de Charles II en se donnant à elle », obtenant la « présence décisive », de 1661 à 1664, des escadres anglaises protégeant l'embouchure du Tage , qui ont empêché l’Espagne de réprimer la dissidence portugaise comme elle l’avait fait quelques années plus tôt avec la Catalogne.